# واكاتسوكي ريجيرو
واكاتسوكي ريجيرو (باليابانية: 若槻 礼次郎 واكاتسوكي ريجيرو) (21 مارس 1866 - 20 نوفمبر 1949) كان سياسيا يابانيا شغل منصب رئيس الوزراء الياباني الخامس والعشرين.

## روابط خارجية
- واكاتسوكي ريجيرو على موقع الموسوعة البريطانية (الإنجليزية)